# Фосфид хрома
Фосфид хрома — бинарное неорганическое соединение металла хрома и фосфора с формулой CrP, 
серые кристаллы, 
не растворимые в воде.

## Получение
- Обработка пара́ми фосфора хромата калия или натрия:

{\displaystyle {\mathsf {5K_{2}CrO_{4}+11P\ {\xrightarrow {T}}\ 5CrP+4KPO_{3}+2K_{3}PO_{4}}}}
- Восстановление фосфата хрома(III) углём:

{\displaystyle {\mathsf {CrPO_{4}+4C\ {\xrightarrow {T}}\ CrP+4CO}}}
- Действие фосфина на хлорид хрома(III):

{\displaystyle {\mathsf {CrCl_{3}+PH_{3}\ {\xrightarrow {}}\ CrP+3HCl}}}

## Физические свойства
Фосфид хрома образует серые кристаллы
ромбической сингонии, 
пространственная группа P nma, 
параметры ячейки a = 0,5362 нм, b = 0,3113 нм, c = 0,6108 нм, Z = 4.
Не растворяется в воде.

## Химические свойства
- Медленно окисляется кислородом воздуха:

{\displaystyle {\mathsf {CrP+2O_{2}\ {\xrightarrow {}}\ CrPO_{4}}}}

## Другие соединения
- Известен фосфид хрома состава Cr3P.